# Franciscus Mercurius van Helmont
 Der er for få eller ingen kildehenvisninger i denne artikel, hvilket er et problem. Du kan hjælpe ved at angive troværdige kilder til de påstande, som fremføres i artiklen.

Franciscus Mercurius van Helmont (født 20. oktober 1614 på Vilvoorde ved Bryssel, død 1699 i Berlin) var en belgisk videnskabsmand. Han var søn af Jan Baptista van Helmont.
Sin undervisning fik han udelukkende af faderen, i hvis mystiske filosofi han allerede tidlig blev indviet; indtil faderens død var han stadig hos ham. Den øvrige del af sit liv tilbragte han væsentlig i udlandet, hvor han ved forskellige hoffer docerede sin teosofi, som han desuden fremstillede i flere skrifter, især Opuscula philosophica (Amsterdam 1690). 